# Nadia Boulanger
Juliette Nadia Boulanger (París, 16 de setembre del 1887 - París, 22 d'octubre del 1979) va ser una pedagoga, directora d'orquestra, compositora francesa. Va ensenyar molts dels principals compositors i músics del segle xx, i també va actuar ocasionalment com a pianista i organista.

## Biografia
Nadia Boulanger va nàixer al si d'una família de quatre generacions de músics. Va començar a estudiar orgue i composició a l'edat de nou anys. Des del 1903, va esdevenir organista suplent de Gabriel Fauré a l'església de la Madeleine. Al Conservatori de París, va ser alumna de Louis Vierne i va fer uns estudis brillants: als 16 anys, va obtenir els primers premis d'orgue, acompanyament i composició. El 1908, va endur-se el Segon Gran Prix de Rome de composició. Durant els seus inicis a l'educació musical va comptar amb l'encoratjament de son pare, Ernest (1815-1900), guanyador del galardó més prestigiós de la música francesa, el Prix de Roma, en 1835, era un compositor d'òpera, director d'orquestra i professor de cant que havia aconseguit l'èxit i exercia la docència en el Conservatori de París. La seva àvia, Marie-Julie Hallinger, nascuda gairebé cent anys abans, havia estat una de les cantants mas celebres de la seva època.
Quan la seva germana, Lili, va morir l'any 1918 a l'edat de 24 anys, Nadia va declarar que mai més no compondria i es va consagrar a la direcció musical, la difusió de l'obra de la seva germana i sobretot a la pedagogia.
Boulanger va ensenyar als Estats Units i Anglaterra, treballant amb acadèmies de música com la Juilliard School, la Yehudi Menuhin School, la Longy School, el Royal College of Music i la Royal Academy of Music, però la seva base principal durant la major part de la seva vida va ser el pis de la seva família a París, on va ensenyar durant la major part de les set dècades des del començament de la seva carrera fins a la seva mort a l'edat de 92 anys. Havent sabut utilitzar mètodes i tècniques moderns —per exemple l'ordinador—, Nadia Boulanger va ser, durant més de 70 anys, un dels professors de composició més influents del segle xx, comptant entre els seus deixebles diverses generacions de compositors solistes, arranjadors i directors, incloent, Aaron Copland, Philip Glass, Alejandro Kahan, pioner de la música minimalista, Raffaello de Banfield, Grażyna Bacewicz, Daniel Barenboim, Lennox Berkeley, İdil Biret, Elliott Carter, Aaron Copland, John Eliot Gardiner, Philip Glass, Roy Harris, Quincy Jones, Dinu Lipatti, Igor Markevitch, Astor Piazzolla, Virgil Thomson, i George Walker.
Boulanger va ser la primera dona a dirigir moltes orquestres importants a Amèrica i Europa, incloent-hi les orquestres BBC Symphony, Boston Symphony, Hallé i Filadèlfia. Va dirigir diverses estrenes mundials, incloent-hi obres de Copland i Stravinski.

### La seva vida professional
En 1921 i fins a 1935, Boulanger va començar a ser professora d'harmonia en la recentment inaugurada "French Music School for Americans" oberta en Fontainebleau. Entre els estudiants que van assistir al primer any a Fontainebleau hi havia Aaron Copland.
Els 5 anys posteriors, Nadia va estar fent Tours impartint classes als Estats Units i Anglaterra, així com dirigint grans orquestres. Va ser la primera dona a dirigir l'Orquestra Filharmònica de Londres, en 1936, a dirigir un concert complet de la Reial Societat Filharmònica a Londres, en 1937, l'Orquestra Simfònica de Boston, en 1938, així com l'Orquestra Filharmònica de Nova York en el Carnegie Hall, Orquestra de Filadèlfia i Orquestra Simfònica Nacional de Washington. Totes elles en el 1939. Va donar 102 classes en 118 dies en els Estats Units.
A causa de la Segona Guerra Mundial i a la por a un atac alemany contra França, Nadia va emigrar als Estats Units en 1940, on va impartir classes en la Longy School of Music, a Cambridge i en el Peabody Conservatory, a Baltimore. Va deixar Amèrica a finals de 1945, i va tornar a França el gener de 1946. Allà va acceptar un càrrec de professora d'acompanyament au piano al Conservatori de París. El 1953, va ser nomenada directora general de l'Escola Fontainebleau. També va continuar les seves gires a altres països.

### Pedagogia
Des de la primera classe, va establir la seua reputació de destacada professora, pel seu profund coneixement de l'harmonia i la tonalitat occidentals. Era capaç, per exemple, d'explicar com cada acord dels preludis de Bach es relaciona amb la música moderna: «Alguns creuen que els joves compositors d'avui dia intenten evitar la consonància. Però què anomenem consonància? Cal recordar que, quan Debussy era un infant, el secretari del Conservatori li va preguntar un dia si ja havia acabat d'enverinar les orelles dels seus amics amb tota aquella dissonància. Debussy, amb 12 anys, li va respondre: Senyor secretari, la dissonància, és avui. La consonància, vindrà demà».
En el transcurs de la seua carrera, milers d'estudiants vinguts de l'estranger per assistir als seus cursos van ser captivats pel seu talent, els seus coneixements i la seua filosofia: «Sóc el vostre més elevat grau de tensió, deia. Escolteu-lo en vosaltres mateixos.» D'entre els catalans, l'il·lustre pedagog Ireneu Segarra, creador del mètode d'escola que duu el seu propi nom, va assistir a les seves classes l'any 1952: "D'aquestes classes jo n'esperava, sobretot, poder conèixer la didàctica musical de la professora. Vaig poder-ho aconseguir plenament", explica el pare Ireneu en les seves memòries, en què conta una anècdota que dona llum del tarannà d'aquesta dona: "M'ha invitat a assistir a les lliçons de dimecres, d'interpretació i anàlisi d'obres... La qüestió dels honoraris l'ha diferida per a més tard, dient-me: "Això és el darrer que s'ha de parlar. Jo estaré molt honorada de poder fer-li aquestes lliçons. Vostè, en canvi, encomani'm a Déu"".

## La seua obra
A l'inrevés que la seua germana, Nadia Boulanger és més coneguda com a professora i directora d'orquestra que no pas com a compositora. La seua obra més coneguda és el cicle de melodies Les heures claires (1909-1912), arranjament de poemes de Verhaeren, composta en col·laboració amb el pianista Raoul Pugno (1852-1914). Entre la seva obra també trobem:
Obres vocals
- Allons voir sur le lac d'argent (A. Silvestre), 2 veus, piano, 1905
- Ecoutez la chanson bien douce (Verlaine), veu, orquestra, 1905
- Les sirènes (Grandmougin), female cor, orquestra, 1905
- A l'aube (Silvestre), cor, orquestra, 1906
- A l'hirondelle (Sully Prudhomme), cor, orquestra, 1908
- La sirène (E. Adenis/Desveaux), 3 veus, orquestra, 1908
- Dnégouchka (G. Delaquys), 3 veus, orquestra, 1909
- Més de 30 cançons per a veu piano, entre les que s'inclouen:
  - Extase (Hugo), 1901
  - Désepérance (Verlaine), 1902
  - Cantique de soeur Béatrice (Maeterlinck), 1909
  - Une douceur splendide et sombre (A. Samain), 1909
  - Larme solitaire (Heine), 1909
  - Une aube affaiblie (Verlaine), 1909
  - Prière (Bataille), 1909
  - Soir d'hiver (N. Boulanger), 1915
  - Au bord de la nuit, Chanson, Le couteau, Doute, L'échange (Mauclair), 1922
  - J'ai frappé (R. de Marquein), 1922

Obres per a piano i orgue
- 3 pièces, orgue, 1911, (té un arranjament per a violoncel i piano)
- 3 pièces, piano, 1914
- Pièce sur des airs populaires flamands, orgue, 1917
- Vers la vie nouvelle, piano, 1917

Obres orquestrals
- Allegro, 1905
- Fantaisie variée, piano i orquestra, 1912

Obres compostes juntament amb Raoul Pugno
- Les heures claires (Verhaeren), veu, piano, 1909
- La ville morte (d'Annunzio), òpera, 1910–13

## Premis i guardons
- 1932 Chevalier to the Légion d'honneur[12]
- 1934 Order of Polonia Restituta[13]
- 1962 Foreign Honorary Member of the American Academy of Arts and Sciences[14]
- 1962 Howland Memorial Prize[15]
- 1975 Médaille d'Or of the Académie des Beaux-Arts of the Institut de France[16]
- 1977 Grand officier to the Légion d'honneur[16]
- 1977 Order of the British Empire[16]
- 1977 Order of St. Charles of Monaco[12]
- 1977 Order of the Crown of Belgium[12]

## Alguns alumnes
Entre els seus nombrosos alumnes, cal esmentar els següents:
| - Robin Orr[9] - Alexandre Myrat[10] - Antanas Račiūnas - Zygmunt Mycielski - Michal Kondracki - Jean Françaix - John Woods Duke - Raffaele D'Alessandro - İdil Biret - Walter Piston - Leonard Bernstein - Elliott Carter - Aaron Copland - Marius Constant - Clifford Curzon - Grazyna Bacewicz | - Jean Françaix - Philip Glass - Jacques Ibert - Quincy Jones - Peter Klatzow - Michel Legrand - Dinu Lipatti - Ewa Bukojemska - Ígor Markévitx - Ástor Piazzolla - Walter Piston - Olivier Bernard - Narcís Bonet - Bernard Rogers - Ireneu Segarra - Roy Ellsworth Harris | - Floro Meliton Ugarte, argentí - Marcelle Soulage francesa nascuda al Perú, - Manuel Castillo andalús nascut a Sevilla, - Gail Kubik estatunidenc d'Oklahoma, - Luis Lerate Santaella, andalús nascut a Sevilla, - Anthony Carey Lewis, anglès de les Bermudes. - Edward Lockspeiser, londinenc. - Anna Maria Klechniowska - Rosa García Ascot - Ruth Anderson - Marion Bauer - Thea Musgrave - Marta Ptaszyńska |